# Діти Фрістайла
"Діти Фрістайла" - український музичний колектив із міста Полтава. 

Денис та Анатолій Супруненко

Автором музичного проекту «Діти Фрістайла» є композитор і продюсер Анатолій Розанов – творець знаменитої групи «Фристайл» та всіх її хітів: «Ах, какая женщина», «Больно мне, больно» і багатьох інших композицій, які люблять і пам’ятають вже багато років. У складі гурту 3 молодих музиканта: близнюки Денис і Анатолій Супруненко (фронтмен і вокал-гітара), та Анатолій Караман (вокал, гітара). Гурт не має певного жанру виконання, адже навіть назва говорить сама за себе "Фрістайл - вільний стиль". Тексти пісень переважно на тематику кохання, і тому відкликаються у серці кожного слухача. Найвідоміші пісні - "Ревную", "Обійму - поцілую", "Жорстока любов", "А ти танцюй", "Щастя в руки не спіймаєш".

## Історія
Гурт створений у 2014 р. відомим продюсером та композитором Анатолієм Розановим, за ідеєю українського артиста Андрія Данилко (Вєрка Сердючка).  З самого початку у гурті грали Ігор Лаврик, Володимир Галаган та Максим Розанов (син Анатолія Розанова та Ніни Кірсо), але з часом вони обрали інший шлях. 
Також гурт виконує пісні на військову тематику - "Боже, збережи", "Чорнобаївка", "Горить Москва", "Нравится - не нравится", "Військово - польовий роман", "Все іде за планом", "Україна моя".

## Дискографія
"Ревную", "Обійму - поцілую", "Жовті троянди", "Чорнобаївка", "Горить москва"